# Талалолає
Талалолає — острів на атолі Нуї в штаті Тувалу в Тихому океані.  

## Зовнішні посилання
- Карта Нуї із зображенням Талалола